# Victor Sanchez
Víctor Sánchez Mata (født 23. februar 1976) er en spansk fodboldspiller, som spiller for Getafe CF.